# TV Paprika
A TV Paprika az AMC Networks International gasztronómia témájú televíziós csatornája.
A csatorna hangja Schmied Zoltán.

## Története
A csatorna 2004. szeptember 1-jén indult műsorblokként a Filmmúzeumon, majd 2 hónappal később kezdett önálló csatornaként sugározni. A csatorna a 18–59 év közötti városi nézőket célozza meg, akik nyitottak az újdonságokra, de minőségi elvárásaik is vannak. A programok főként a magyarországi és közép-európai gasztronómiai világot mutatják be, nem csak az ételek szempontjából, de a minőségi vagy különleges italok szemszögéből is, nagy hangsúlyt fektetve a magyar borászatra. Vetélytársaiként Magyarországon a Food Network és a TV2 Séf nevezhető meg.
2018. január 1-től a csatorna átkerült a cseh médiahatóság alá, onnantól (a Minimaxhoz és a Spektrum Homehoz hasonlóan) már nem alkalmaz korhatárkarikát.
A TV Paprika indulásától fogva 17 évig használta első logóját, és azalatt négy alkalommal váltott arculatot. 2021. szeptember 1-jén 06:00-kor arculatváltással egybekötve új, módosított logót is kapott, így közel 17 év után először váltott logót.
2020. december 10-én a DIGI kínálatába bekerült a csatorna HD változata.
A csatorna reklámidejét az RTL Saleshouse értékesíti.

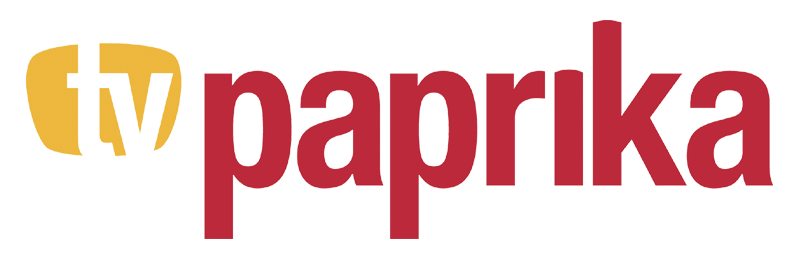
A csatorna korábbi logója